# Закавказский сейм
Закавка́зский сейм (23 февраля — 26 мая 1918) — представительный и законодательный орган государственной власти в Закавказье, созванный Закавказским комиссариатом в Тифлисе 10 (23) февраля 1918 года. Состоял из членов Всероссийского Учредительного собрания, избранных от Закавказья, и представителей политических партий Закавказья. Председатель — грузинский социал-демократ (меньшевик) Н. С. Чхеидзе.
26 марта Сейм принял отставку Закавказского комиссариата и сформировал Временное закавказское правительство, 22 апреля провозгласил создание Закавказской демократической федеративной республики, которая в конце мая распалась на самостоятельные республики — Грузию, Азербайджан и Армению.

## История
После свержения Временного правительства в результате Октябрьского вооружённого восстания 1917 года, 11 (24) ноября 1917 года в Тифлисе было создано «Независимое правительство Закавказья» — Закавказский комиссариат. В декларации Закавказского комиссариата было указано, что он будет действовать «лишь до созыва Всероссийского учредительного собрания, а в случае невозможности его созыва … до съезда членов Учредительного собрания от Закавказья и Кавказского фронта».
5 (18) января 1918 года в Петрограде начало работу Учредительное собрание, большинство которого составили представители меньшевиков и эсеров. Большинство депутатов отказалось признать Советскую власть и декреты II Всероссийского съезда Советов. В ответ на это большевики разогнали Учредительное собрание. Закавказский комиссариат, поддержавший Учредительное собрание, занял откровенно враждебную позицию по отношению к большевикам и также не признал советскую власть. После ряда консультаций с национальными советами Закавказский комиссариат принял решение о созыве Закавказского сейма как законодательного органа Закавказья. В состав Закавказского сейма вошли депутаты, избранные в Учредительное собрание от Закавказья. Созыв Сейма стал первым шагом в сторону отделения Закавказья от советской России.

## Состав

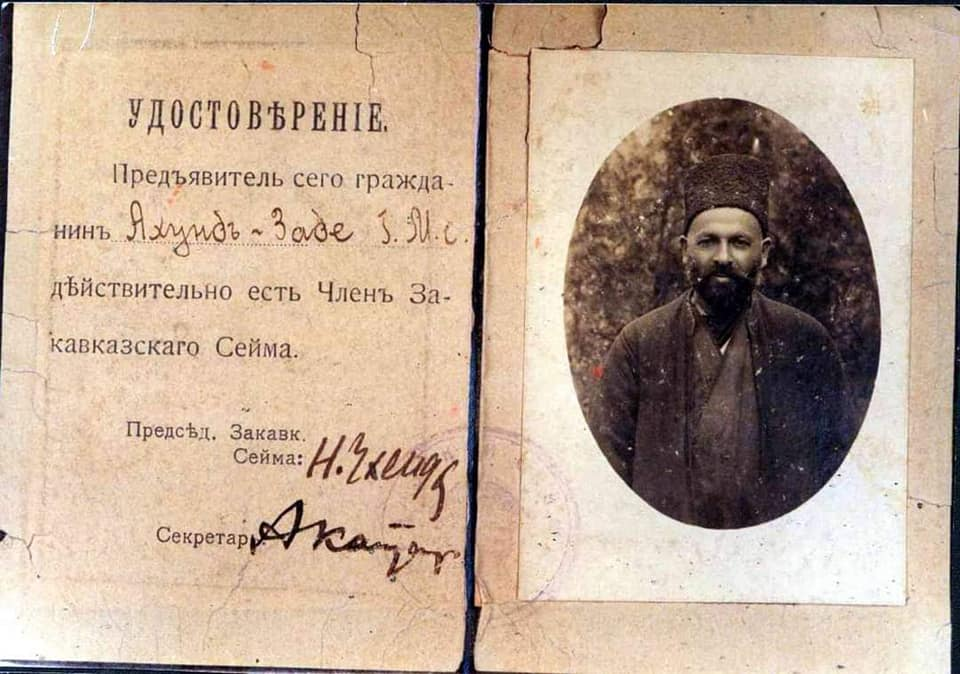
Удостоверение члена Закавказского сейма Гаджи Селима Ахунд-заде

Сейм состоял из 125 делегатов: грузинских меньшевиков насчитывалось 32 депутата, представителей «Мусавата» с примкнувшей к ней беспартийной мусульманской группой — 30 депутатов, армянской партии «Дашнакцутюн» — 27 человек, мусульманского социалистического блока — 7 мест, «Иттихад» («Мусульманство в России») — 3, «Гуммет» — 4, а также присутствовали эсеры, национал-демократы и представители армянской партии народной свободы. Председателем созванного Сейма стал представитель меньшевистской фракции Н.С. Чхеидзе, а главой правительства был избран бывший глава Закавказского комиссариата — Е.П. Гегечкори.
10 (23) февраля 1918 года в Тифлисе прошло первое заседание Сейма, однако почти все представители партии «Мусават» отсутствовали, так как вели подготовительные работы по присоединению Елизаветпольской губернии к Турции. Журналист С. Хейфец отмечал:

Партия «Мусават» состояла из крупных мусульманских землевладельцев, ханов, беков, мулл, видных врачей и адвокатов националистического пошиба. Партия эта хотела использовать положение в целях присоединения Елизаветпольской губернии к Турции. Момент оказался подходящим. Положение в Турции где царил Энвер-паша казалось благодаря союзу с немцами прочным и политический строй Турции гарантировал ханам и бекам сохранность их поместий. Депутаты «Мусават» ко времени открытия Сейма были заняты на местах работой по подготовке присоединения Азербайджана к Турции и не могли приехать в Тифлис.

В правительстве, однако, между партиями не было согласия. Споры между фракциями возникали по самым разным вопросам, что, в свою очередь, не могло не сказаться на работоспособности Сейма.

## Внутренняя политика

Проект изменения границ губерний и уездов в Закавказском крае предложенный Министру внутренних дел Временного правительства состоявшимся 14-15.10.1917 совещанием при Особом Закавказском комитете (ОЗАКОМ) по проведению земской реформы и переделе административных границ губерний и уездов Закавказья, а также декретом Закавказского Комиссариата от 16.12.1917 «О введении земства в Закавказье».

К моменту образования Закавказского сейма наиболее острыми в регионе были два вопроса, которые требовали незамедлительного вмешательства правительства, — национальный и аграрный. Однако решения, принятые Сеймом, не дали никаких положительных результатов. Так, принятый весной 1918 года «Закон об определении нормы земли, оставляемой владельцам, и о мерах к осуществлению земельной реформы» не работал. Отсутствие механизмов регулирования земельных отношений вело к усилению аграрных волнений.
Недовольство крестьян неразрешённостью земельного вопроса позднее привело к вооружённым выступлениям в различных уездах Кутаисской и Тифлисской губерний. В апреле 1918 года советская власть была установлена в Сухуми, а затем на всей территории Сухумского округа, за исключением Кодорского ущелья, где восстание было подавлено войсками Закавказского комиссариата и грузинской национальной гвардией. В марте вспыхнули и также были подавлены крестьянские волнения в Сачхерском и Чиатурском районах.
В вопросах национальной политики Сейм также потерпел неудачу. Правительство не смогло остановить участившиеся межнациональные столкновения. Выездные комиссии, создававшиеся из представителей различных фракций, практически не влияли на положение в регионе. Как считает российский исследователь В.М. Муханов, на это сильно повлияло то, что сами представители крупных партий Закавказья прямо или косвенно подогревали ситуацию. По мнению Муханова, мусаватисты были заинтересованы в этом для привлечения в регион турецких войск под видом защиты мусульманского населения, а лидеры дашнаков не препятствовали расправам армянских частей над местными мусульманами, оправдываясь тем, что последние блокируют движение воинских эшелонов и армянским частям приходится пробиваться с боем.
С начала января 1918 года столкновения между армянами и азербайджанцами начали происходить по всему региону, были зафиксированы первые поджоги азербайджанских и армянских селений. Негативную роль в нагнетании напряжённости в Закавказье сыграла Турция, чьи агенты вели среди мусульманского населения активную агитацию. Один из лидеров грузинских меньшевиков А.И. Чхенкели отмечал, что «вооружённое мусульманское население, придерживаясь турецкой ориентации, называет себя турецкими солдатами и терроризирует своими анархическими проявлениями всё христианское население».
Проведённое в Тифлисе совещание национальных советов армян и мусульман ни к чему не привело, напряжённость продолжала нарастать. Правительство было беспомощно перед набиравшим обороты насилием и анархией, а также перед внешней угрозой в лице грядущего вторжения турок.

## Вопрос об отношениях с Турцией

Наступление турецких войск в 1918 г.

К началу 1918 года русские войска уже фактически покинули Кавказский фронт, а их позиции занял Армянский корпус, формирование которого ещё не было завершено. 30 января (12 февраля), за две недели до созыва Закавказского сейма, турецкие войска, воспользовавшиеся развалом фронта и нарушившие условия декабрьского (1917 г.) перемирия, начали крупномасштабное наступление на Эрзерумском, Ванском и Приморском направлениях. Практически сразу (31 января (13 февраля)) ими был занят Эрзинджан, а 11 (24) февраля — Трапезунд. Под натиском превосходящих сил противника разрозненные армянские части отступали, прикрывая толпы западноармянских беженцев, уходивших вместе с ними.
На первом же заседании Закавказского сейма развернулась горячая дискуссия по вопросу о независимости Закавказья и отношениях с Турцией ввиду развернувшегося турецкого наступления. Дашнакская фракция предложила оставить Закавказье в составе России на правах автономии, разделённой на национальные кантоны, а в отношениях с Турцией — настаивать на самоопределении Западной Армении. Азербайджанская делегация, со своей стороны, заявила, что Закавказье должно решать свою судьбу независимо от России, заключив мир с Турцией на основе отказа от вмешательства в её внутренние дела. Грузинская сторона в основном поддержала азербайджанцев в вопросе о провозглашении независимости Закавказья и заключении самостоятельного договора с Турцией, поскольку у Закавказья просто не было сил для военного противостояния Турции.
В связи с упорной позицией армянской фракции вопрос о провозглашении независимости был временно отложен. Что касается позиции Закавказья на будущих переговорах с Турцией о сепаратном мире, то после длительного обсуждения Сейм принял следующую резолюцию:

1. В создавшихся условиях Сейм считает себя полномочным заключить договор с Турцией.
2. Начиная переговоры с Турцией, Сейм преследует цель заключения окончательного перемирия.
3. Договор о мире должен быть основан на принципе восстановления русско-турецких границ 1914 года, существовавших на момент начала войны.
4. Делегация должна попытаться приобрести для народов Восточной Анатолии право на самоопределение, в частности — на автономию для армян в составе Турции.

Пока в Сейме шло согласование позиций, 21 февраля (6 марта) турки овладели Ардаганом. 27 февраля (12 марта) 25-тысячная турецкая армия Вехип-паши вошла в Эрзурум. Защищавшие город армянские части бежали, бросив большие запасы продовольствия и оружия. С падением Эрзурума турки фактически вернули контроль над всей Западной Арменией.
В связи с ухудшающимся положением дел на фронте Закавказский сейм предложил Турции провести мирные переговоры в Трапезунде.

## Трапезундские переговоры
Делегацию Закавказского сейма в Трапезунде возглавил А.И. Чхенкели. Мирная конференция началась 1 (14) марта.
Несколькими днями ранее Турция подписала с Советской Россией Брестский мир. Согласно ст. IV Брестского мирного договора и русско-турецкому дополнительному договору, Турции передавались не только территории Западной Армении, но и населённые грузинами и армянами области Батума, Карса и Ардагана, аннексированные Россией в результате Русско-турецкой войны 1877—1878. РСФСР обязывалась не вмешиваться «в новую организацию государственно-правовых и международно-правовых отношений этих округов», восстановить границу «в том виде, как она существовала до русско-турецкой войны 1877—78 года» и распустить на своей территории и в «оккупированных турецких провинциях» (то есть в Западной Армении) все армянские добровольческие дружины. Подписанием Брестского мира фактически отменялось действие декрета СНК РСФСР «О Турецкой Армении», где говорилось о праве Западной Армении на полное самоопределение.
Турция, только что подписавшая на выгоднейших условиях мирный договор с Россией и уже фактически вернувшаяся к границам 1914 года, потребовала от закавказской делегации признать условия Брестского мира. Закавказская делегация, претендуя на самостоятельность и отвергая Брестский договор, рассчитывала заключить сепаратный мир с Турцией на более выгодных условиях — восстановление государственных границ 1914 года и самоопределение для Восточной Анатолии в рамках турецкой государственности. Исходя из военного превосходства, турецкая сторона отказалась даже обсуждать эти требования. Уже на этом этапе вскрылись серьёзные разногласия между национальными партиями Закавказья по вопросу о том, какие территории Закавказье могло бы уступить Турции. Когда же руководитель закавказской делегации А. Чхенкели 5 апреля, учитывая продолжающееся наступление турецких войск, выразил готовность пойти на компромисс как в территориальном вопросе, так и в вопросе о судьбах турецких армян, турецкая делегация предъявила один за другим два ультиматума с требованием признать Брест-Литовский договор и провозгласить независимость Закавказья. Согласие закавказской делегации на первоначальные требования Турции уже не удовлетворяло турецкое правительство, которое, воодушевлённое военными победами, было теперь намерено перейти и русско-турецкую границу 1877—78 годов и перенести военные действия вглубь Закавказья. 10 апреля председатель Закавказского правительства Гегечкори направил в Трапезунд телеграмму об отозвании делегации «ввиду того, что мирное соглашение по вопросу о границах Закавказья между Турцией и Закавказьем не достигнуто». Сейм таким образом официально вступил в войну с Турцией. При этом представители азербайджанской фракции в Сейме открыто заявили, что в создании общего союза закавказских народов против Турции они участвовать не будут, учитывая их «особые религиозные связи с Турцией».

## Турецкое наступление и провозглашение независимости Закавказья
5 апреля турки заняли Сарыкамыш на Карском направлении и Ардаган — на Батумском. В Михайловской крепости города Батум находилось в это время около 14 тыс. солдат и 100 орудий. Несмотря на столь значительные силы, 14 апреля Батумская городская дума распустила созданный большевиками Ревком обороны, после чего избрала делегацию «из представителей всех национальностей для приёма вступающих в город турецких частей». Важный порт на Чёрном море был сдан без боя. Стало известно, что к наступающим турецким войскам присоединились мусульмане Аджарии и Ахалциха. Грузинские части были вынуждены под натиском регулярной турецкой армии отступать, даже когда турки заняли грузинские территории — Гурию и Озургети — и вышли на подступы к Карсу.
22 апреля на заседании Закавказского сейма после бурных дебатов, несмотря на противодействие армянской делегации, было принято решение удовлетворить требования Турции и провозгласить Закавказье «независимой, демократической и федеративной республикой». На том же заседании была принята отставка правительства Е.П. Гегечкори. Новое правительство Закавказья было поручено сформировать А.И. Чхенкели.
28 апреля Турция признала самостоятельную Закавказскую федерацию и приостановила боевые действия.
Советское правительство, напротив, выразило протест по поводу фактического отделения Закавказья от Советской России. В Абхазии вспыхнуло восстание в поддержку Советской власти. Восставшие захватили власть в Сухуми, заявив о полной солидарности с Советской Россией. Советская власть продержалась в Абхазии 42 дня. Бакинской коммуне удалось установить Советскую власть в ряде уездов Бакинской губернии: 18 апреля — в Шемахе, 21 апреля — в Сальянах, 23 апреля — в Кубе, 1 мая — в Ленкорани.

## Сдача Карса
Новое правительство направило армянским войскам, занимавшим позиции в районе Карса, указание о заключении перемирия. Командующий Армянским корпусом генерал Ф.И. Назарбеков приказал командиру 2-й дивизии полковнику М.М. Силикову и начальнику крепости Карса генералу Дееву прекратить военные действия и начать переговоры с турками об установлении демаркационной линии. Командующий турецкими войсками на запрос армянской стороны о прекращении огня потребовал до начала переговоров вывести армянские войска на значительное удаление от крепости и дать возможность турецким войскам беспрепятственно войти в город. Из Тифлиса армянским войскам поступил приказ немедленно прекратить военные действия и принять условия турецкой стороны. 25 апреля армянские войска покинули Карс вместе с 20-тысячным населением города. В 9 часов вечера в Карс вошла 11-я турецкая дивизия. Несмотря на то, что закавказское правительство выполнило все требования турецкой стороны, турки продолжили наступление, и армянская дивизия под их натиском отступала к Александрополю.
В связи с продолжающимся наступлением турецкой армии в направлении городов Кутаис, Александрополь и Джульфа Германия, обеспокоенная возможным ослаблением своего влияния в Закавказье, потребовала от турецкого командования прекратить дальнейшее продвижение. 27 апреля Германия и Турция подписали секретное соглашение о разделе сфер влияния в Закавказье: к Турции отходили уже занятые ею территории и часть Армении до железной дороги Карс — Александрополь — Караклис, а остальная часть Закавказья — к Германии.
Несмотря на резкие протесты Армянского национального совета и отставки армянских представителей в правительстве Чхенкели в связи со сдачей Карса, Чхенкели остался на своём посту и начал готовиться к новым переговорам с Турцией. Мирная конференция открылась в Батуме 11 мая.

## Мирная конференция в Батуме
Переговоры, продолжавшиеся две недели, выявили острые внешнеполитические разногласия между Армянским, Грузинским национальными советами и Мусульманским национальным комитетом. Как отмечал грузинский историк Зураб Авалов, очевидец происходивших в регионе событий, потеря Батума нанесла удар по экономике Грузии и Закавказья, Армении же утрата Карса угрожала полным уничтожением. Совсем в ином положении находились азербайджанцы, которые видели в турках родственный народ, способный помочь им в достижении их целей.
На переговорах Турция предъявила ещё более тяжёлые условия, чем предусматривал Брест-Литовский договор, — Закавказье должно было уступить Турции две трети территории Эриванской губернии, Ахалцихский и Ахалкалакский уезды Тифлисской губернии, а также контроль над Закавказской железной дорогой.
Грузия таким образом утрачивала области, тесно связанные с бывшей Тифлисской губернией, а для Армении новая граница означала почти полное физическое уничтожение. Как отмечает Зураб Авалов, принятие этих требований наносило удар по Закавказью как союзу трёх народов, так как после такого размежевания от Армении ничего не оставалось.

## Провозглашение независимости Грузии
В этой ситуации Грузинский национальный совет обратился за помощью и покровительством к Германии. Германское командование охотно откликнулось на это обращение, поскольку по условиям подписанного в апреле секретного соглашения о разделе сфер влияния в Закавказье Грузия и без того находилась в сфере влияния Германии. Германские представители посоветовали Грузии незамедлительно провозгласить независимость и официально просить Германию о покровительстве, чтобы избежать турецкого нашествия и гибели.
24—25 мая 1918 года на заседании исполкома Грузинского национального совета это предложение было принято. Там же было решено впредь именовать Грузинский национальный совет парламентом Грузии.
25 мая германские войска высадились в Грузии.

## Самороспуск Закавказского сейма и федерации
Ещё до распада Закавказской федерации представители азербайджанских партий посетили Стамбул с секретной миссией в поисках содействия младотурецкого правительства в провозглашении «второго турецкого государства». Стороны договорились о сотрудничестве — в частности, о содействии турецких военных в создании вооружённых сил будущего Азербайджана, их финансировании, помощи турецким войскам со стороны местного тюркского населения. Партия «Мусават» готовилась объявить о присоединении Азербайджана к Турции и проводила агитацию. Современник С. Хейфец отмечал:

Агитация за присоединение к Турции шла широкая. Мусульманское духовенство работало во всю. Во главе движения стояли те же мусаватисты, которые состояли членами Закавказского Сейма. Член Сейма доктор Султанов в турецкой офицерской форме открыто разъезжал и вел агитацию в пользу присоединения Азербайджана. Представители мусават в Тифлисе в самом дворце в двух шагах от залы заседания Сейма в своей фракционной комнате принимали переодетых турецких эмиссаров.

Во время переговоров в Трапезунде (Трапезундская конференция) и в Батуми (Батумская конференция) партия «Мусават» предлагала турецкой стороне присоединить мусульманскую часть Южного Кавказа к Турции, однако предложение было отвергнуто, так как большая политика Турции в регионе требовало сохранение определённой самостоятельности Азербайджана в конфедерации народов Южного Кавказа. В письме азербайджанской делегации Энвер-паше отмечается:

Несмотря на нашу просьбу о полном присоединении мусульманской части Закавказья к Турции, нам мотивировано объяснили, что большая политика Турции требует, чтобы мы пока были независимы и сильны… Мы приняли эти указания, сознательно согласившись с ними.

26 мая 1918 года Закавказский сейм объявил о самороспуске. В решении Сейма говорилось:

Ввиду того, что по вопросу о войне и мире обнаружились коренные расхождения между народами, создавшими Закавказскую независимую республику, и потому стало невозможно выступление одной авторитетной власти, говорящей от имени Закавказья, Сейм констатирует факт распадения Закавказья и слагает свои полномочия.

## Комментарии
1. ↑  Беда, однако, в том, что вторжение турок в пределы Закавказья приводило немедленно и фатально к разнообразным и опасным осложнениям. Рельсовый путь в Персию вёл через армянские провинции: турки впадали в соблазн продолжения и здесь той политики уничтожения армян, которая ими применялась во время войны в Турции; и этим приводилась в действие взаимоистребительная вражда между татарским и армянским населением, взращённая ещё при русском владычестве. С другой стороны, приходили в брожение все, кто только по исторической ли традиции, по чувству ли расовой и религиозной общности или вообще «по встретившейся надобности», считал себя естественным клиентом Турции или просился теперь в её клиенты. Всё это усиливалось, подстёгивалось иллюзией её победоносности, искусно раздуваемой её тайными или явными агентами. Да и прислала ведь Турция на Кавказ «армию Ислама»[6].Характерно, что на глазах у английских представителей турецкие агенты продолжали начатую ими ещё в 1918 г. пропаганду о невозможности какого-либо мира между армянским и азербайджанским народами[7].Ещё в начале октября 1917 года начальник британской миссии генерал-лейтенант Ч. Бартер в секретном донесении сообщал главнокомандующему русской армией Н. Духонину о том, что в связи с дезорганизацией русских войск на Кавказе среди мусульман стала вестись усиленная пантуранская и промусульманская агитация. В связи с этим Ч. Бартер, передавая слова генерала У. Робертсона, предлагал как можно скорее перевести армян с Западного фронта на места, оставляемые отступающими войсками[8].
2. ↑  Для Арменiи новая граница была равносильна полному почти уничтожению: Александрополь и большая часть уъздовъ Александропольскаго и Эчмiадзинскаго — то есть наиболее такъ сказать армянская часть Арменiи — переходила къ Турцiи, вместе съ железной дорогой Карсъ — Александрополь и Александрополь — персидская граница[6].